# Florituras con cartas

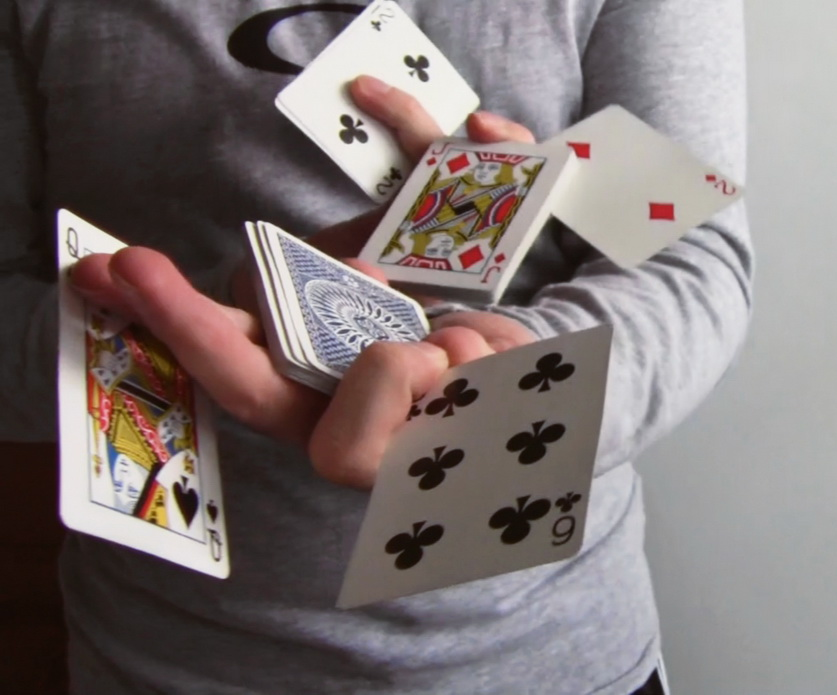

Florituras con cartas (o card flourishes en inglés) son representaciones visuales de destreza realizadas con naipes, diseñados para mostrar la habilidad o la destreza manual de un "cardist". Tienen un objetivo principalmente visual. Otros nombres relacionados son manipulación de cartas , cardistry o XCM (Xtreme Card Manipulation en inglés)

Las florituras con cartas pueden dividirse en muchos géneros: one-handed cuts, spreads, two-handed cuts, fanning, aerials, y springs. 
Se llevan a cabo tanto en el marco de actuaciones de magia como de forma independiente. Aunque hay muchos movimientos, el método más común de aprender el arte es a través de DVD, libros, tutoriales gratuitos en Internet y sesiones privadas uno-a-uno. Es una afición practicada sobre todo por los jóvenes, y se ha convertido en un arte casi separado de la comunidad mágica, sin embargo, este movimiento se ha visto obstaculizado en cierta medida por la incorporación de las florituras en la cartomagia.

## Historia de XCM
Conocidos como los "X-Games" de la manipulación de cartas, Extreme Card Manipulation (XCM) es la forma de arte de la manipulación de cartas que juegan por separado de la magia. Esta forma de arte fue creado por De'vo vom Schattenreich y Jerry Cestkowski en el año 2001. XCM desde entonces ha crecido hasta convertirse en un fenómeno mundial.

## Tipos de florituras
Se pueden clasificar según el tipo de corte. Hay corte simples con una mano, con las dos manos, múltiples cortes, fanning, springs, drops, arm-spreads, shuffles, deck flips, twirls, spins (giros) y florituras realizadas con la ayuda de una mesa. Algunos ejemplos son:
- Spin Card
- Vertical Flip
- Card Teleport

## Torneos
El Torneo Mundial de XCM es una competición de 9 meses en línea donde los competidores tienen que competir entre sí a través de 9 rondas. Todos los videos deben ser sin interrupciones, ya que crean una rutina completa. Normalmente hay más de 40 competidores de diferentes países, pero solo  puede haber un ganador. Varios campeones se han convertido en celebridades en sus países, han aparecido en la televisión/medios de comunicación y son reconocidos como los mejores del mundo. Cualquier persona puede participar.